# Schimmelhüttenweg
Der Schimmelhüttenweg ist ein Weg in der baden-württembergischen Landeshauptstadt Stuttgart.

## Lage
Der Weg beginnt in Stuttgart-Süd beim Marienhospital und endet in Degerloch bei der Wohnlage Haigst an der Schimmelhütte und dem Schimmelhüttenplatz. Der Weg ist umgeben von historischen Trockenmauern. Im Bereich der früheren Stuttgarter Markung ist er heute noch gepflastert und besitzt Ausweichstellen.

## Geschichte

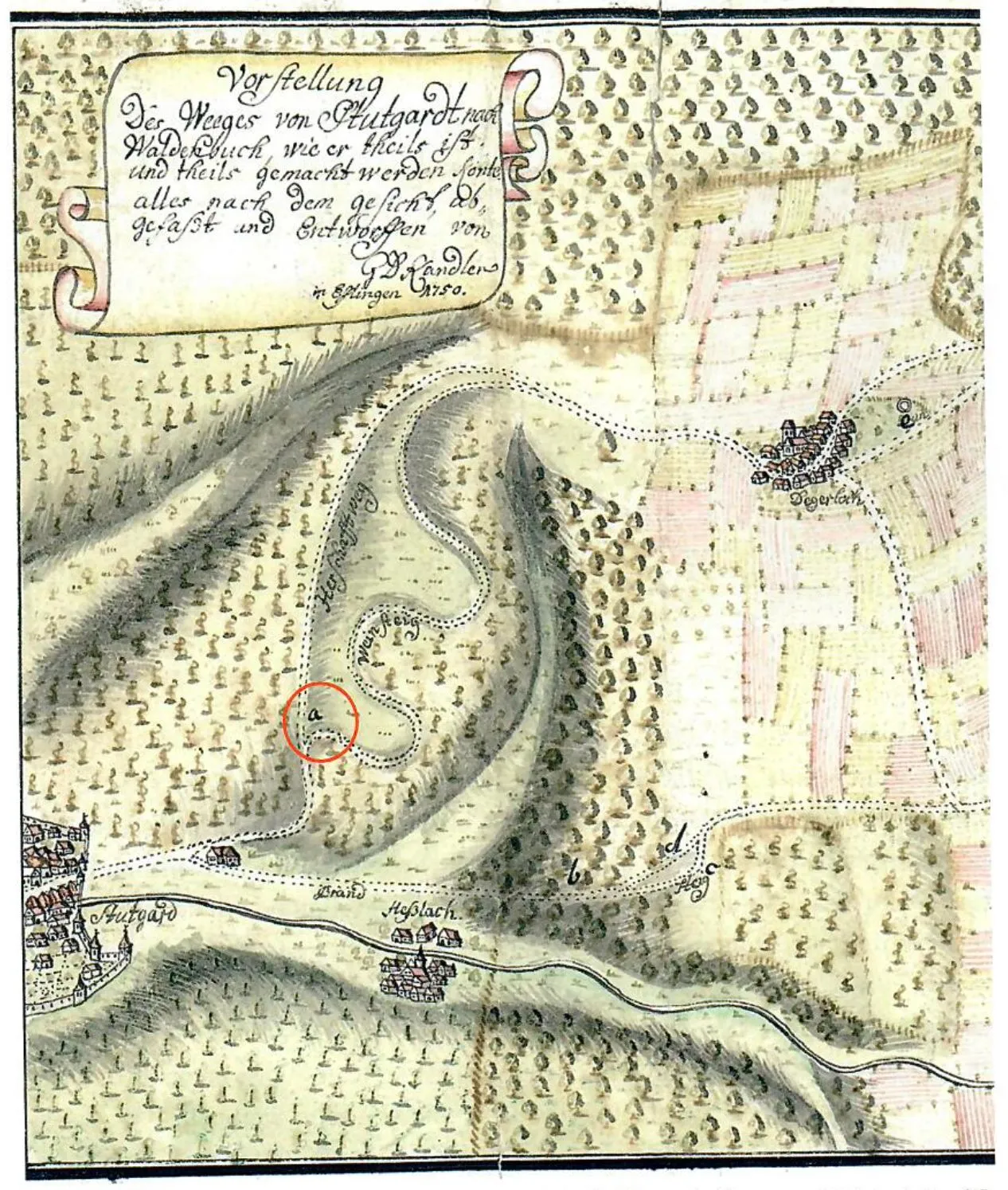
Karte des Weges von 1750

Früher soll der Weg (wie die nahe Weinsteige) als wichtiger Handelsweg genutzt worden sein. Der Name stammt wohl von den weißen Pferd, dem Schimmel ab.
Urkundlich belegt ist Weinbau am Schimmelhüttenweg seit 1356.

## Besonderheiten
Das Gebiet um den Weg bildet das 1999 verordnete Landschaftsschutzgebiet Schimmelhüttenweg. Des Weiteren sind die Weinberge mit Weg, Stützmauern, Treppen und das Pflaster als Sachgesamtheit nach § 2 des Denkmalschutzgesetzes geschützt.
Die Weinberge am Degerlocher Scharrenberg, meistens in Steillage und terrassiert, bilden mit 3,5 ha eine der kleinsten eingetragenen Reblagen in Württemberg.
An den bis zu vier Meter hohen Trockenmauern befinden sich zahlreiche geschichtliche und kunsthandwerkliche Denkmale, die vom 17. bis zum 20. Jahrhundert reichen.